# Iglesia de Santa María (Sapeira)
Santa María de Sapeira es la iglesia parroquial románica del pueblo de Sapeira, perteneciente al término de Tremp de la provincia de Lérida.
Es un edificio muy transformado a lo largo de los siglos. Conserva, sin embargo, muchos fragmentos de época románica. Tiene una puerta orientada a mediodía con tres arquivoltas sobre un ábaco. El ábside fue eliminado y sustituido por una edificación más moderna, de la misma época que el campanario. También fueron añadidas a la iglesia varias capillas y la rectoría, que esconden en parte la construcción románica.
Es de una sola nave, cubierta con bóveda de cañón apuntada y reforzada con arcos torales. El ábside semicircular románico fue sustituido por una construcción rectangular más tardía, que hace de sacristía, pero se observan trazas del ábside, como el arco presbiteral que le unía a la nave.
El edificio actual es tardío, del siglo XII o incluso posterior, pero aprovecha parte de los muros y de las piedras de un marco del siglo XI. Además, las capillas posteriores y la rectoría debieron usar las piedras del castillo, que se encontraba al lado mismo.